# Heineken Open 2013
Heineken Open 2013 byl tenisový turnaj mužů na profesionálním okruhu ATP World Tour, hraný v areálu ASB Tennis Centre na otevřených dvorcích s tvrdým povrchem. Konal se ve druhém týdnu sezóny mezi 7. až 12. lednem 2013 v největším novozélandském městě Aucklandu jako třicátý osmý ročník turnaje.
Řadil se do kategorie ATP World Tour 250. Do dvouhry nastoupilo dvacet osm hráčů a ve čtyřhře startovalo šestnáct párů. Celkový rozpočet činil 491 000 dolarů.

## Dvouhra mužů

### Nasazení
| Stát          | Hráč                  | ATP1 | Nasazení |
| ------------- | --------------------- | ---- | -------- |
| Španělsko     | David Ferrer          | 5.   | 1.       |
| Německo       | Philipp Kohlschreiber | 20.  | 2.       |
| Německo       | Tommy Haas            | 21.  | 3.       |
| Spojené státy | Sam Querrey           | 22.  | 4.       |
| Polsko        | Jerzy Janowicz        | 26.  | 5.       |
| Rakousko      | Jürgen Melzer         | 29.  | 6.       |
| Slovensko     | Martin Kližan         | 30.  | 7.       |
| Brazílie      | Thomaz Bellucci       | 33.  | 8.       |

- 1 Žebříček ATP k 31. prosinci 2012.[2]

### Jiné formy účasti
Následující hráčí obdrželi divokou kartu do hlavní soutěže:
- Daniel King-Turner
- Gaël Monfils
- Olivier Rochus

Následující hráči postoupili z kvalifikace:
- Benjamin Becker
- Greg Jones
- Jesse Levine
- Igor Sijsling

### Odhlášení
- Mardy Fish (srdeční problémy)

### Skrečování
- Grega Žemlja (onemocnění)

## Mužská čtyřhra

### Nasazení
| Stát               | Hráč              | Stát          | Hráč          | ATP1 | Nasazení |
| ------------------ | ----------------- | ------------- | ------------- | ---- | -------- |
| Spojené království | Colin Fleming     | Brazílie      | Bruno Soares  | 41.  | 1.       |
| Mexiko             | Santiago González | Spojené státy | Scott Lipsky  | 59.  | 2.       |
| Rakousko           | Julian Knowle     | Slovensko     | Filip Polášek | 69.  | 3.       |
| Itálie             | Daniele Bracciali | Rakousko      | Oliver Marach | 72.  | 4.       |

- 1 Žebříček ATP k 31. prosinci 2012.

### Jiné formy účasti
Následující páry obdržely divokou kartu do hlavní soutěže:
- Daniel King-Turner /  Michael Venus
- Artem Sitak /  Jose Statham

### Skrečování
- Frank Moser (zádové poranění)

## Přehled finále

### Mužská dvouhra
- David Ferrer vs.  Philipp Kohlschreiber, 7–6(7–5), 6–1

David Ferrer vyhrál svůj první singlový turnaj sezóny a celkově devatenáctý v kariéře.

### Mužská čtyřhra
- Colin Fleming /  Bruno Soares vs.  Johan Brunström /  Frederik Nielsen, 7–6(7-1), 7–6(7-2)